# Danyliwka (obwód ługański)
Danyliwka (ukr. Данилівка) – wieś na Ukrainie, w obwodzie ługańskim, w rejonie starobielskim, w hromadzie Biłowodśk. W 2001 liczyła 854 mieszkańców.